# COVID-19 во Вьетнаме
Распространение коронавируса COVID-19 началось во Вьетнаме 23 января 2020 года. По состоянию на 27 февраля 2022 года в стране было подтверждено 3,32 млн случаев заболевания, из них 2,41 млн человек выздоровело и 40144 погибло.

## Хронология

### Январь
Человеком, принёсшим коронавирус во Вьетнам, стал гражданин КНР, приехавший из Уханя в Ханой, чтобы навестить своего сына. 22 января 2020 года он и его сын были госпитализированы в больницу Тёрой города Хошимин. На следующий день вьетнамское руководство официально подтвердило, что у обоих госпитализированных обнаружен COVID-19. Позже оба заболевших выздоровели: 29 января был выписан сын, а 12 февраля — отец.
24 января исполняющий обязанности министра здравоохранения Ву Дык Дам распорядился создать Центр экстренной эпидемиологической профилактики.
В конце январе Министерство здравоохранения Вьетнама подтвердило три новых случая заражения граждан Вьетнама, вернувшихся из Уханя: 25-летняя женщина в провинции Тханьхоа, а также 29-летний мужчина и 23-летняя женщина в Ханое. Впоследствии женщина из Тханьхоа выздоровела. Впоследствии двое из них (обе женщины) были вылечены.

### Февраль
1 февраля было объявлено о том, что коронавирусом заразилась женщина из провинции Кханьхоа, работавшая на ресепшене и контактировавшая с первыми двумя заболевшими в стране — китайцем и его сыном, уже три дня спустя её выписали из больницы. Это стало первым случаем передачи вируса внутри Вьетнама, после чего премьер-министр Нгуен Суан Фук объявил в стране эпидемию и заявил о том, что Вьетнам прекращает авиасообщение со странами, поражёнными COVID-19, и вводит ограничения на выдачу виз иностранцам.
2 февраля коронавирусом заразился американец вьетнамского происхождения, который летел из США во Вьетнам через Ухань, проведя два часа в уханьском аэропорту Тяньхэ
3 и 4 февраля власти Вьетнама объявили о, соответственно, восьмом и девятом случае заражения коронавирусом в стране. Жертвами COVID-19 стали 29-летняя женщина и 30-летний мужчина, учившиеся в одном вузе с третьим, четвёртым и пятым заражёнными.
4 февраля объявился и десятый заражённый — 42-летняя женщина, которая контактировала с заражённым № 5 во время празднования вьетнамского Нового года Мать (49 лет, № 11) и младшая сестра (16-летняя, № 12) по делу № 5 также были переданы 6 февраля. Тринадцатым заражённым, болезнь которого была подтверждена 7 февраля, стал 29-летний рабочий, учившийся вместе с заражёнными № 3,4,5,8 и 9. Четырнадцатый случай был обнаружен 9 февраля: у 55-летней женщины, соседки заражённого № 5, тест на вирус дал положительный результат.
7 февраля вьетнамские учёные объявили о том, что им удалось успешно культивировать и выделить вирус COVID-19 в лаборатории. Вьетнам стал пятой страной, которой удалось добиться этого, после Сингапура, Австралии, Японии и Китая.
10 февраля были объявлено о том, что заражённые № 4, № 5 и № 9 полностью выздоровели.
11 февраля вирус был обнаружен у трехмесячного внука заражённого № 10, а 13 февраля — у отца заражённого № 5.
25 февраля вьетнамский Минздрав объявил о полном выздоровлении всех 16 больных коронавирусом в стране, однако карантинные меры были сохранены до дальнейшего уведомления.

### Март
Вечером 6 марта вьетнамские власти объявили о том, что в стране вновь обнаружена коронавирусная инфекция — у женщины, вернувшейся из Европы и не уведомившей власти о наличии симптомов заражения. Власти были вынуждены изолировать около 200 человек, который так или иначе контактировали с заражённой. После этого инцидента в Ханое, впервые за всё время вспышки вируса, началась паника — граждане принялись скупать продукты и товары первой необходимости, опасаясь развития эпидемии.
Позже во Вьетнам прибыло ещё несколько заражённых человек из разных стран: Южной Кореи, Франции, Чехии, Великобритании, США.
16 марта во Вьетнаме был зарегистрирован новый случай, известный как 61-й пациент. Пациент, мусульманин из меньшинства чам, принимал участие в джамаате Таблиги в мечети Шри Петалинг в Малайзии, где он заразился до возвращения во Вьетнам и посещал мечеть Джамиул Муслимин в городе Хошимин, а затем вернулся домой в Ниньтхуан . Из-за широкого круга людей, с которыми он связывался, это вызывало страх того, что пациент может быть очень распространенным пациентом. В конце концов, власти Вьетнама решили изолировать и изолировать всю провинцию, а также закрыть мечеть. Впоследствии, недавно обнаруженный случай, связанный с мужчиной, был также обнаружен в следующие дни. 22 марта другой случай, также связанный с исламской деятельностью, связан с тем, что мусульманин, который вернулся из Малайзии, также присутствовал в той же мечети Шри Петалинг, а затем вернулся во Вьетнам и все ещё совершал исламские молитвы пять раз в день в мечети Джамиул Анвар, несмотря на то, что попросили на карантин дома.
22 марта во Вьетнаме было зарегистрировано более четырнадцати новых пациентов. Впервые количество новых пациентов за месяц превысило 100 человек.

## Карантинные меры
Распространение коронавируса вызвало серьёзные опасения во вьетнамском руководстве. Премьер-министр Вьетнама Нгуен Суан Фук распорядился о мерах по предотвращению и противодействию распространению COVID-19 в стране а также попросил вьетнамцев избегать посещения районов, охваченных эпидемией. Были прекращены все туристические поездки в Ухань (в том числе транзитные), рассматривался вопрос о закрытии границы с Китаем. 24 января Управление гражданской авиации Вьетнама распорядилось об отмене всех авиарейсов из городов Вьетнама в Ухань и обратно.
В феврале 2020 года Министерство образования и профессиональной подготовки Вьетнама в рамках карантинных мер закрыло все школы в стране. Затем карантин в школах был продлён до середины апреля. Был введён обязательный 14-дневный карантин для пребывающих из заражённых районов (в некоторых случаях карантин мог длиться 20 и даже 40 дней), и ограничены массовые мероприятия. К патрулированию городов для борьбы с нарушителями режима карантина активно привлекается Вьетнамская народная армия, также солдаты используются для контроля въезда в заражённые районы.
Сообщалось о массовом скрининге во Вьетнаме граждан Южной Кореи — страны, сильно пострадавшей от пандемии.

## Борьба с дезинформацией
Вьетнамские власти ведут активную борьбу с различного рода слухами и дезинформацией о коронавирусе, которые время от времени появляются в соцсетях. Так, в феврале 2020 года в сети появилось видео о том, что во Вьетнам из Гуанси-Чжуанского автономного района Китая якобы бежали люди, заражённые коронавирусом: это сообщение было официально опровергнуто правительствами Вьетнама и КНР, а также агентством Франс-Пресс.

## Пандемия в популярной культуре
По заказу Вьетнамского национального института гигиены труда и окружающей среды вьетнамские певцы Min и Erik выпустили песню Ghen Cô Vy (Завистливый коронавирус) — ремейк их песни 2017 года Ghen (Завистливый). В новом тексте песни говорится о правильной технике мытья рук в условиях пандемии. Клип на Ghen Cô Vy быстро стал вирусным и получил популярность не только во Вьетнаме, но и в других странах. Так, его упомянул в своё шоу британский комик Джон Оливер, а ЮНИСЕФ рекомендовал это видео как хорошее средство пропаганды против страха перед коронавирусом.